# ETC Göteborg
ETC Göteborg var en dagstidning som grundades 2017 i Göteborg av ETC och som kom ut med 4 tryckta nummer i veckan till 31 januari 2019. Den 7 februari 2020 blev tidningen en bilaga till Dagens ETC.

## Redaktion
Redaktionsort för tidningen var Göteborg. Utgivningsfrekvensen var till slutet av 2019 fem dagar i veckan. Politiskt är tidningen vänsterinriktad och har en miljöprofil.
| Period                       | Ansvarig utgivare  |
| 24 april 2017–3 januari 2018 | Hanna Strömbom     |
| 4 januari 2018–30 april 2019 | Johan Ehrenberg    |
| 2 maj 2019–31 januari 2020   | Andreas Gustavsson |

| Period                       | Redaktör         | Kommentar               |
| 24 april 2017–8 april 2019   | Hanna Strömbom   |                         |
| 9 april 2019–31 januari 2020 | Christian Egefur | Nyhetschef ETC Göteborg |

## Tryckning
Förlag för tidningen var ETC Förlag aktiebolag i Stockholm. Tidningen trycktes av V-TAB i Landvetter från 24 april 2017 till 28 februari 2018. EKTAB i Eskilstuna tog över tryckningen från 1 mars 2018 till 23 augusti 2019. VTAB i Västerås var tryckare parallellt från 9 mars 2018 till 31 oktober 2018. Från den 1 november 2018 till 28 februari 2019 tryckte Pressgrannar i Linköping fredagsnumret för att sedan från 26 augusti 2019 helt ta över tryckningen. Tryckningen skedde i fyrfärg på tabloidformat med moderna typsnitt. Tidningen hade 28–32 sidor. Upplagan var 2017 5 300 med dagens ETC inräknad och 2018 9 100. Annonsomfattningen var 2018 35,8 % och året efter 28,3 %. Priset för helåret var 2 688 kr 2017 och hade ökat till 3 924 kronor 2020 för fyra dagars papperstidning och digitalt resten av dagarna i veckan.